# Ever Present Past
Ever Present Past (englisch für „Immer gegenwärtige Vergangenheit“) ist ein Lied des britischen Musikers Paul McCartney, das 2007 als Single A-Seite veröffentlicht wurde. Komponiert wurde es von Paul McCartney.

## Hintergrund
Paul McCartney sagte im Mai 2008 in der Mail on Sunday über die Entstehung des Liedes: „Manchmal setze ich mich einfach hin und versuche, einen Popsong zu schreiben. Ich habe es mein ganzes Leben lang gemacht und es ist eine interessante Sache, zu versuchen, etwas Eingängiges zu machen. Dieser beginnt mit den Worten: ‚Ich habe zu viel um die Ohren.‘ So wie ich schreibe, folge ich einfach diesem Gedanken und denke: ‚Was habe ich damit gemeint? Erklären Sie sich.‘ Nachdem ich den Vers verstanden hatte, entstand diese Idee meiner Vergangenheit, meiner ewigen Vergangenheit. Es gibt keine tiefe Bedeutung darin. Ich denke, was bei mir passiert, ist, dass ich einfach etwas schreibe und die Leute hineinlesen. Das gefällt mir, denn oft macht man Dinge unterschwellig und merkt nicht, was man tut. Ich denke vielleicht, dass eine Aussage recht einfach ist, aber jemand anderes könnte sagen: ‚Ja, aber es bedeutet dies...‘ Ich mag mehrere Bedeutungen. Aber oft fange ich einfach mit einer Phrase an, die mir wirklich nur helfen soll, den Song zu schreiben und mich zum nächsten Stück zu bringen.“
Ever Present Past wurde zum ersten Mal während der Chaos and Creation in the Backyard-Sessions mit Nigel Godrich als Produzent aufgenommen. Ursprünglich trug es den Arbeitstitel Perfect Lover.
Ever Present Past ist die zweite Singleauskopplung aus dem Album Memory Almost Full und erreichte Platz 85 in Großbritannien in den Charts, in Deutschland konnte sich die Single nicht platzieren. Es war die letzte Platzierung einer Single von Paul McCartney als Solokünstler in den britischen Charts. (Stand Oktober 2024) In den USA war es die erste Singleauskopplung und erreichte ebenfalls keine Platzierung.
Für das Lied Ever Present Past wurde ein Musikvideo unter der Regie von Phil Griffin produziert. Es zeigt McCartney wie mit mehreren Frauen einen Tanz in einem Saal aufführt.

## Aufnahme
Die Aufnahmesessions für Ever Present Past fanden im März 2006 in McCartneys eigenen Hog Hill Mill Studio in Sussex statt, wobei David Kahne als Produzent fungierte. Eddie Klein, Steve Orchard und David Kahne waren die Toningenieure der Aufnahmen. Wann die Abmischung stattfand ist nicht dokumentiert.
Besetzung:
- Paul McCartney: Gesang, Bassgitarre, E-Gitarre, Clavioline, Keyboard, Flügelhorn, Cembalo, Tamburin, Schlagzeug

David Kahne sagte im Oktober 2007 zu den Aufnahmen: „Er zeigte es mir auf dem Klavier, und dann fingen wir an, mit E-Gitarre aufzunehmen, nahmen zu einem Drum-Loop auf, und dann nahm er eine Arbeitsstimme auf und dann nahm er sein Schlagzeug auf.“ Laut Kahne spielte McCartney sein Epiphone Casino, das erstmals 1965 auf dem Beatles-Song The Night Before zu hören war. Kahne sagt, dass er es über einen Vox AC30 spielt, den gleichen Typ, den die Beatles in den 1960er Jahren verwendeten, obwohl McCartneys aktueller Verstärker eine Neuauflage ist. Der Bass ist sein berühmter Höfner, und das Schlagzeug ist McCartneys schwarzes Ludwig-Kit, ähnlich dem von Ringo Starr, da die beiden, beide Linkshänder, rechtshändige Kits spielen.

## Coverversionen
Es gibt mindestens eine Coverversion von Ever Present Past.

## Veröffentlichung
- Am 4. Juni 2007 erschien in den USA und in Großbritannien das Album Memory Almost Full auf dem sich Ever Present Past befindet.
- Am 5. November 2007 wurde in Großbritannien die CD-Single Ever Present Past / Only Mama Knows (Live) / Dance Tonight (Live) sowie die 7″-Vinyl-Single Ever Present Past / House of Wax (Live) veröffentlicht. Die drei Liveaufnahmen stammen vom Amoeba’s Secret-Konzert, das am 27. Juni 2007 stattfand.[4] In den USA wurde Ever Present Past am 15. Mai 2007 als Download-Single veröffentlicht. In Europa[5] und den USA[6] wurden 5″-CD-Promotionsingles hergestellt.
- Am 2. Dezember 2022 wurde die Singlebox The 7″ Singles Box veröffentlicht, die auch Ever Present Past enthält.